# Andragora
Andragora (Andragoras; ... – 238 a.C.) fu satrapo della Parthavia, satrapia dell'Impero seleucide, e poi sovrano autonomo della regione dopo essersi ribellato ai seleucidi.

## Biografia

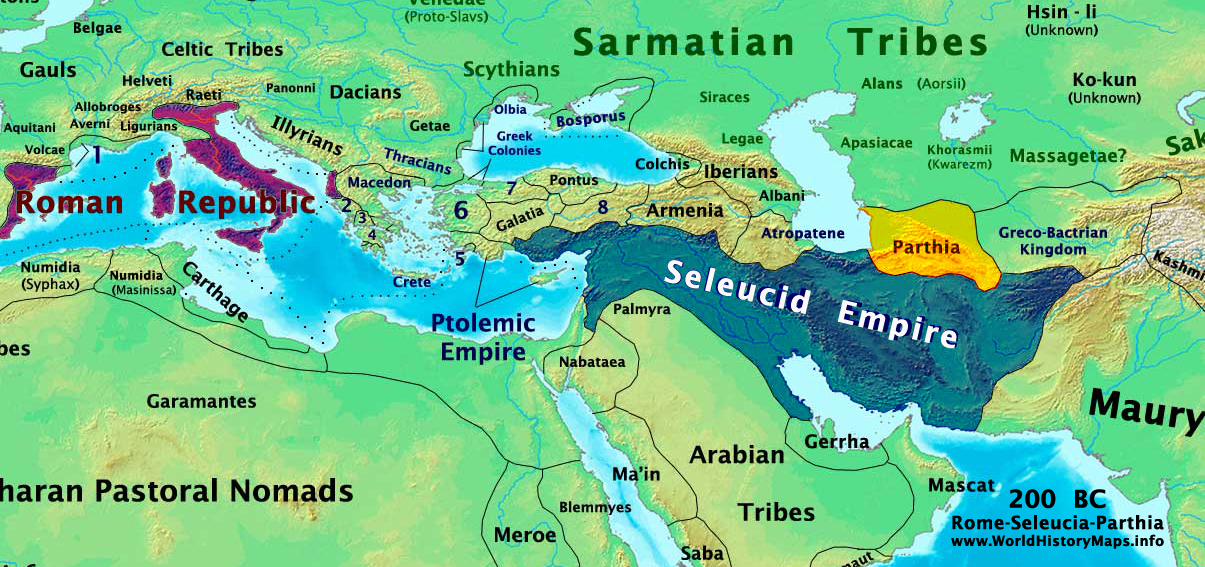
La Partia, in giallo, e l'Impero seleucide, in blu. Ad oriente della Partia, il Regno greco-battriano.

Andragora era satrapo della satrapia di Partahia, una delle suddivisioni dell'Impero seleucide, sotto i sovrani Antioco I Sotere e Antioco II Teo,.
Tra il 246 e il 241 a.C., il sovrano seleucide Seleuco II Callinico fu impegnato in Occidente nella terza guerra siriaca contro Tolomeo III Evergete; approfittando della sua debolezza e della sua lontananza, due governatori seleucidi di province orientali secedettero in rapida successione e forse in accordo tra loro: Andragora, che divenne re dei Parti, e Diodoto I, che fondò il Regno greco-battriano. Andragora coniò monete recanti il suo nome e la sua effigie recante il diadema reale.
Andragora governò per pochi anni; nel 238 a.C. i Parni, una tribù nomade proveniente dalle steppe, sconfissero e uccisero Andragora sotto la guida di Arsace I, conquistando la regione che avrebbe dato il nome al loro futuro impero: l'impero partico.
(Marco Giuniano Giustino, Epitome di Pompeo Trogo,  XLI.4.7.)